# Комитет по международным стандартам аудита и подтверждения достоверности информации
Совет по международным стандартам аудита и подтверждения достоверности информации (англ. International Auditing and Assurance Standards Board (IAASB)) — независимый орган, разрабатывающий стандарты аудита, обзорных проверок и других заданий, позволяющих контролировать и гарантировать качество аудиторской деятельности во всём мире. Совет создан по инициативе Международной федерации бухгалтеров для унификации положений аудита разных стран.